# Siegfried Stark
Siegfried Stark (República Democrática Alemana, 12 de junio de 1955) es un atleta alemán retirado especializado en la prueba de decatlón, en la que ha conseguido ser medallista de bronce europeo en 1982.

## Carrera deportiva
En el Campeonato Europeo de Atletismo de 1978 ganó la medalla de bronce en la competición de decatlón, con una puntuación de 8208 puntos, siendo superado por el soviético Aleksandr Grebenyuk y por el británico Daley Thompson.
En el Campeonato Europeo de Atletismo de 1982 ganó la medalla de bronce en la competición de decatlón, con una puntuación de 8433 puntos, siendo superado por el británico Daley Thompson y el también alemán Jürgen Hingsen.